# Corno cutâneo

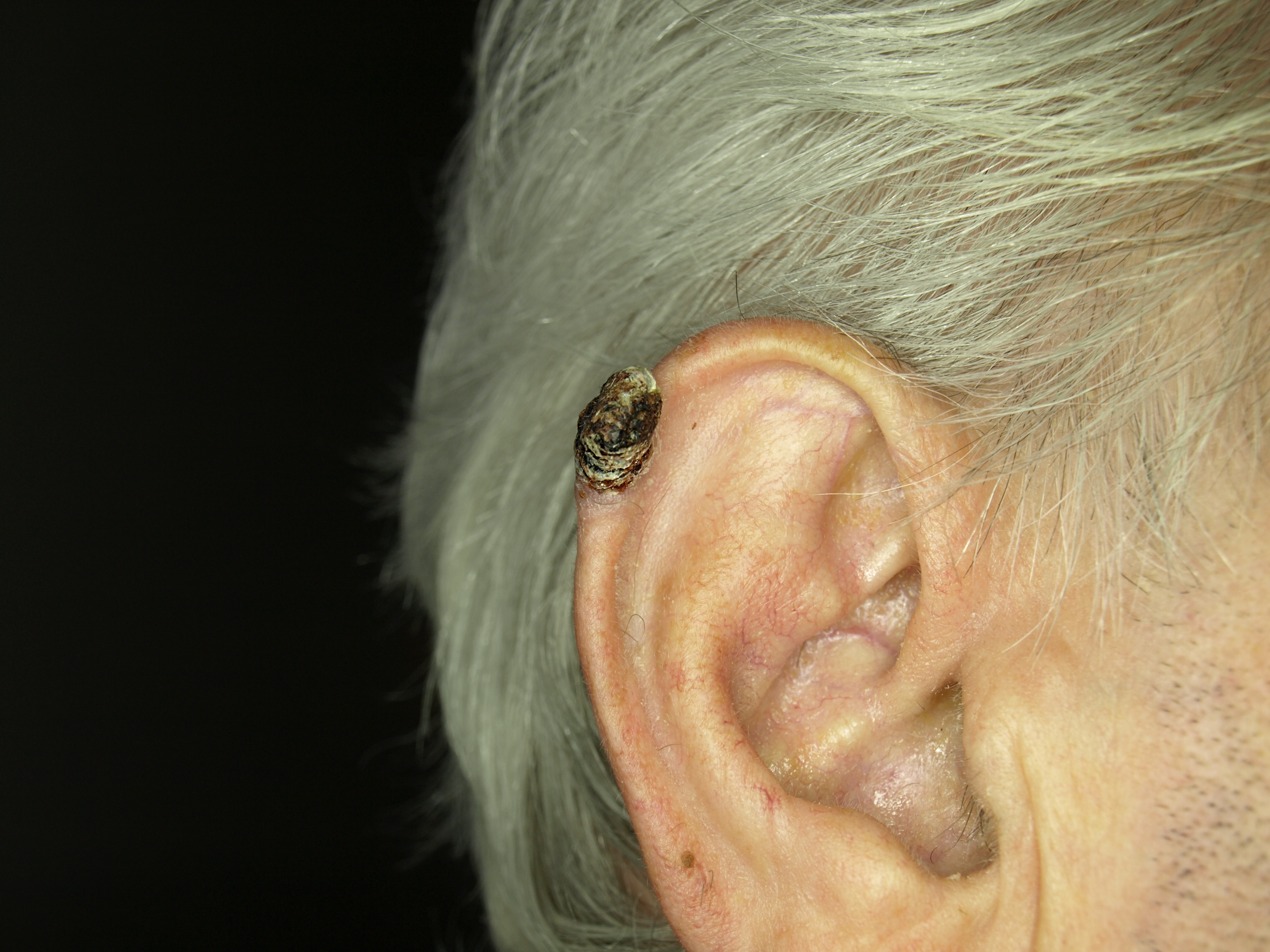
Corno cutâneo na orelha de um senhor de 69 anos.

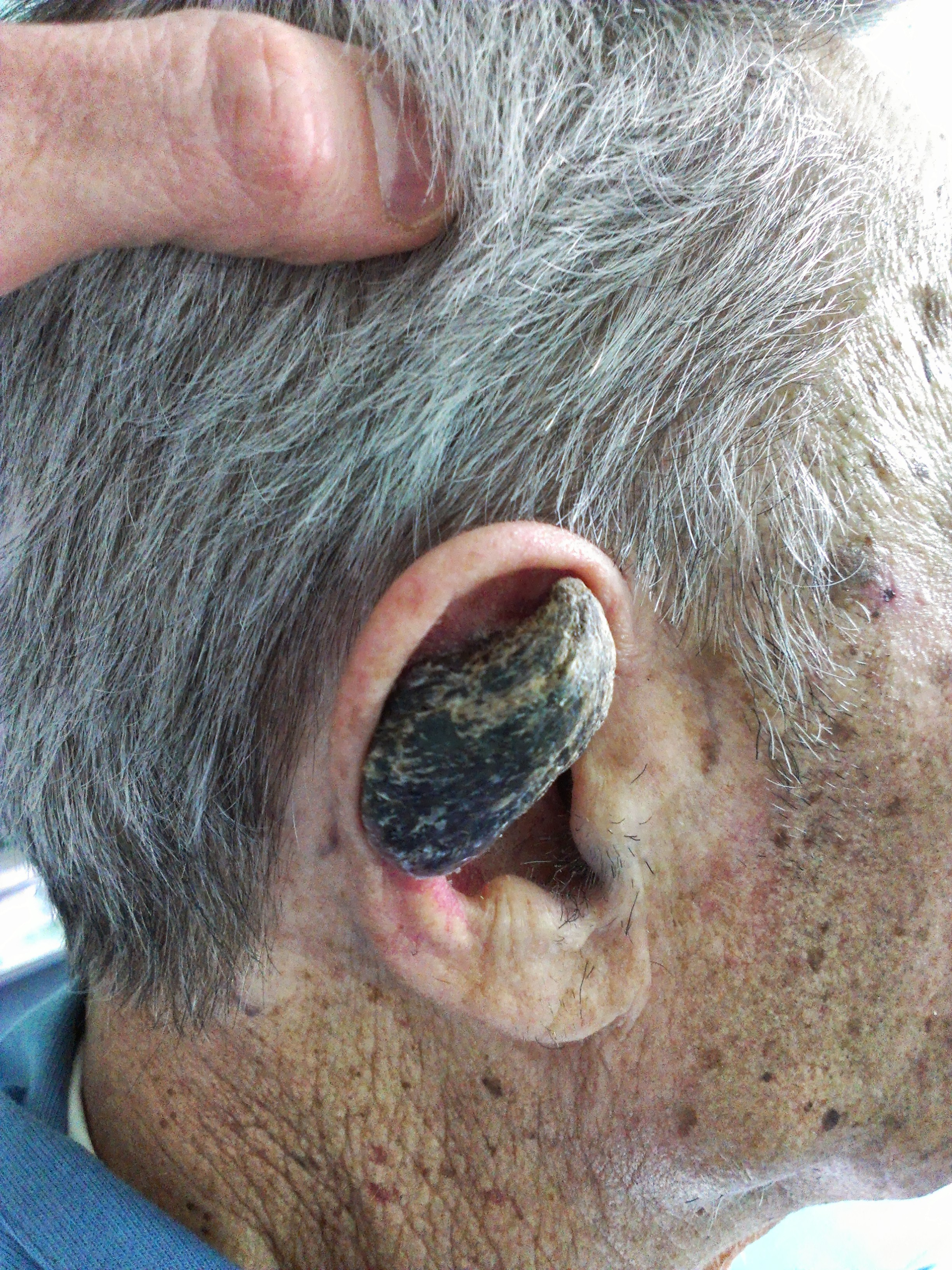
Corno cutâneo anormalmente grande

Corno cutâneo ou Chifre cutâneo (do latim cornu cutaneum) é um tumor de pele queratinizado, incomum, com a aparência de chifres, ou às vezes aparência de madeira ou coral. Geralmente são pequenos e escuros, com menos de 1cm, mas podem alcançar mais de 10cm. Geralmente benignos, mas podem se tornar malignos.

## Causas
Pode ser causado pela exposição prolongada à luz UV do sol, logo é mais comum em partes expostas como cara e braços. Pode surgir em uma cicatriz queimada. Também pode estar associado ao vírus do papiloma humano tipo 2 (HPV-2). É um tumor raro, afetando apenas cerca de 1 em cada 140 mil pessoas no mundo

## Diagnóstico e tratamento
Deve ser removido cirurgicamente e analisado ao microscópio (biópsia) para determinar se era benigno ou parcialmente maligno. Se maligno pode ser necessário fazer radioterapia, quimioterapia e mais cirurgias.